# مقاطعة كلاي (فرجينيا الغربية)
مقاطعة كلاي هي مقاطعة في فيرجينيا الغربية، في الولايات المتحدة، بلغ عدد سكانها 9,386  نسمة وذلك حسب إحصائيات سنة 2010، عاصمتها كلاي، تبلغ مساحتها 890 كيلومتر مربع.

## الموقع
تشترك في الحدود مع:
- مقاطعة كالهون
- مقاطعة روان
- مقاطعة كاناوا
- مقاطعة نيكولاس
- مقاطعة براكستون.

## أعلام
- هاري ر. ترومان
- لويد هارتمان إليوت
- فرينش كاربنتر